# ألبرتو خيناستيرا
ألبرتو خيناستيرا Alberto Ginastera (11 أبريل 1916 – 25 يونيو 1983) مؤلف موسيقي أرجنتيني للموسيقى الكلاسيكية.
يعتبر أحد أهم المؤلفين الموسيقيين الكلاسيكيين في القرن العشرين في الأمريكيتين.

## حياته
ولد في بوينس آيريس من أب كتالوني وأم إيطالية. وفي أواخر حياته كان يفضل استخدام النطق الكتالوني والإيطالي في نطق اسمه (جيناستيرا) بدلا من النطق الإسباني (خيناستيرا).
درس في مدرسة ويليامز الموسيقية في بوينس آيريس وتخرج منها عام 1938.
مات في جينيف في سويسرا عن عمر يناهز 67 عاماً ودفن في مقبرة سيميتيير دي روا.

## موسيقاه
استخدم في موسيقاه ذات الطابع الكلاسيكي عناصر من الموسيقى التقليدية المحلية الأرجنتينية. حيث مزج الألحان الشعبية ذات الطابع الوطني بها.
من أشهر أعماله «أغنية لأمريكا السحرية» عام 1960 Cantata para América Mágica.

## روابط خارجية
- ألبرتو خيناستيرا على موقع IMDb (الإنجليزية)
- ألبرتو خيناستيرا على موقع الموسوعة البريطانية (الإنجليزية)
- ألبرتو خيناستيرا على موقع مونزينجر (الألمانية)
- ألبرتو خيناستيرا على موقع ميوزك برينز (الإنجليزية)
- ألبرتو خيناستيرا على موقع قاعدة بيانات الأفلام السويدية (السويدية)
- ألبرتو خيناستيرا على موقع أول ميوزيك (الإنجليزية)
- ألبرتو خيناستيرا على موقع ديسكوغز (الإنجليزية)
- ألبرتو خيناستيرا على موقع قاعدة بيانات الفيلم (الإنجليزية)
- ألبرتو خيناستيرا على موقع كينوبويسك (الروسية)